# 쿵푸 크로니클
《쿵푸 크로니클》(大師父, 영어: Kung Fu Chronicles)는 중국의 액션 영화로 마이위수가 감독을 맡았다. 대한민국에서는 2018년 7월 26일 개봉되었다.

## 줄거리
모든 것을 가진 안하무인 엽계문, 아버지가 돌아가시고 모든 땅 문서와 함께 의문의 노리개를 물려받는다. 여느 날과 같이 마을 사람들을 괴롭히던 엽계문은 갑자기 과거로 이동을 하게 되는데...
'민족혼 말살정책'이 벌어지던 1930년으로 간 엽계문, 영춘권의 고수 ‘진화순’을 만나 함께 무술을 연마한다. 일본의 음모로 인해 밤낮 없는 싸움으로 죽음에 이르는 무술 고수가 늘어나며 계속되는 비열한 공격으로 중국은 위기에 처하게 되고, 엽계문은 중국의 자존심을 되찾기 위해 진화순, 곽원갑, 황비홍 그리고 제자 이소룡과 함께 일본에 맞서 싸우기 시작하는데...